# Przekrycie strukturalne

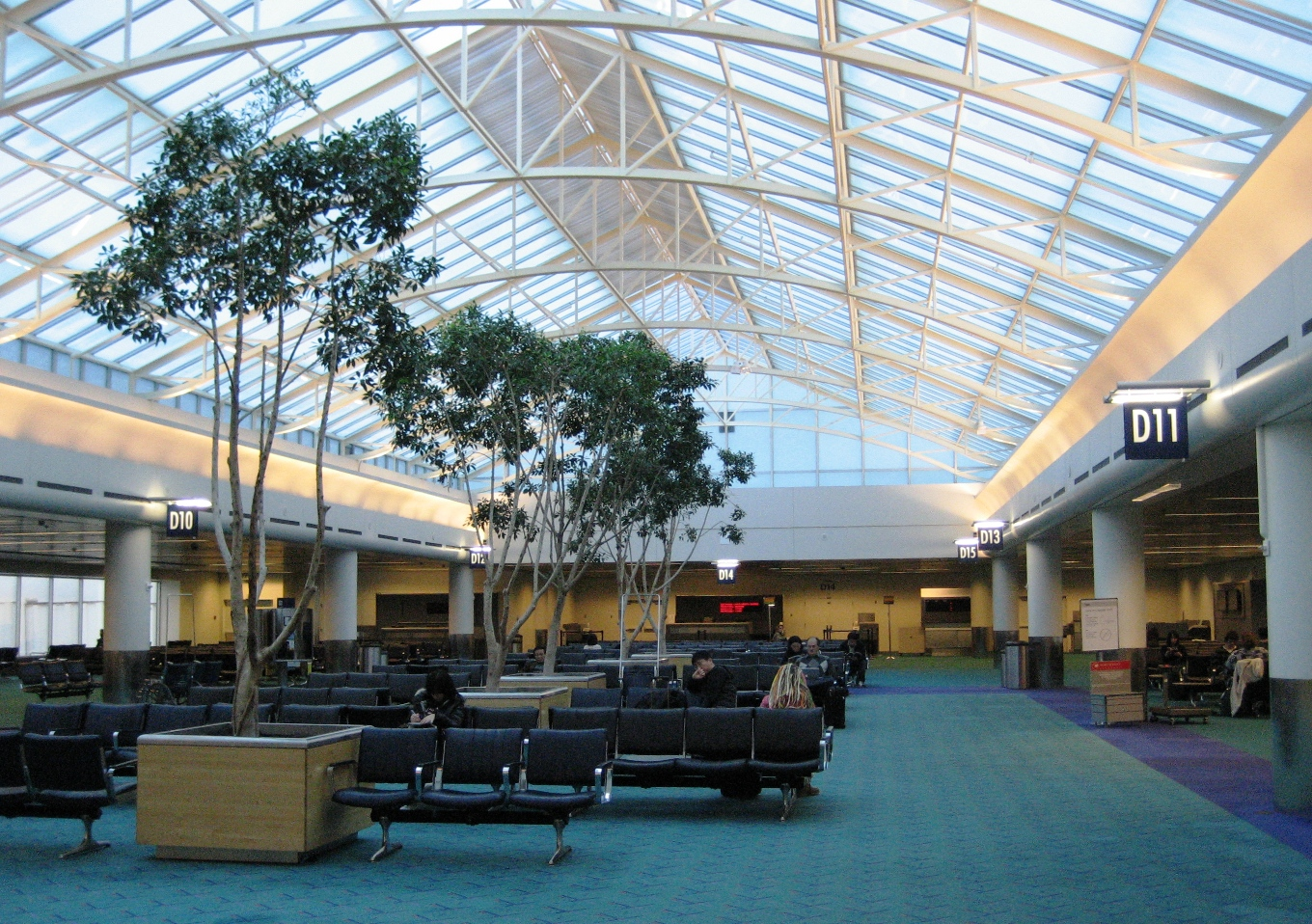
Konstrukcja dachu na lotnisku w Portland

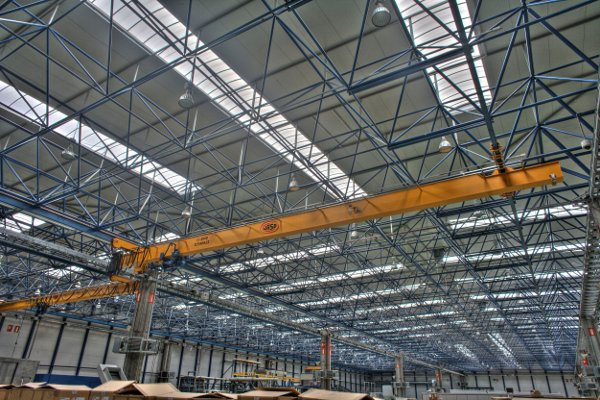
Przekrycie strukturalne dachu budynku przemysłowego

Przekrycie strukturalne – stalowa konstrukcja nośna dachu wykonana jako ustrój prętowy, wykorzystujący przestrzenną współpracę poszczególnych elementów. Duża sztywność, ekonomiczność wykorzystania materiału oraz walory architektoniczne są doceniane na całym świecie.
Przekrycie strukturalne to dyskretny układ prętów, których osie tworzą złożoną przestrzenną siatkę geometryczną. Najczęściej spotyka się przekrycia o stałej grubości. Wówczas powierzchnia utworzona przez pręty siatki górnej jest równoległa do powierzchni siatki dolnej, a skratowanie pomiędzy nimi ma stałą wysokość.